# Jalognes
Jalognes ist eine französische Gemeinde mit 269 Einwohnern (Stand 1. Januar 2022) im Département Cher in der Region Centre-Val de Loire. Sie gehört zum Arrondissement Bourges und zum Gemeindeverband Pays Fort Sancerrois Val de Loire.

## Geographie
Die Gemeinde Jalognes liegt etwa 40 Kilometer nordöstlich von Bourges am Südrand des Hügellandes Collines du Sancerrois. Im Ort Montpiton entspringt die Benelle, in Chanteraine das gleichnamige Flüsschen Chanteraine, beides Zuflüsse der Vauvise. Jalognes grenzt an Veaugues im Norden, Gardefort im Nordosten, Feux im Osten, Groises im Südosten, Azy im Südwesten und Montigny im Westen. Die Nordwestgrenze der Gemeinde verläuft entlang einer ehemaligen Römerstraße.
Jalognes besteht aus folgenden Dörfern und Weilern:
| - L’Alouette - Benelle - Chiron - Les Pascauds - Vinairy - Montpiton - Faulin - Pesselières | - Les Petites Fontaines - Le Foulon - Les Margots - Les Hauts Boulets - Chanteraine - La Caillotte - Les Collins |

## Bevölkerungsentwicklung
| Jahr      | 1962 | 1968 | 1975 | 1982 | 1990 | 1999 | 2006 | 2012 | 2021 |
| Einwohner | 458  | 423  | 72   | 92   | 97   | 107  | 123  | 285  | 270  |

Im Jahr 1891 wurde mit 899 Bewohnern die bisher höchste Einwohnerzahl ermittelt. Die Zahlen basieren auf den Daten von cassini.ehess und INSEE.

## Sehenswürdigkeiten

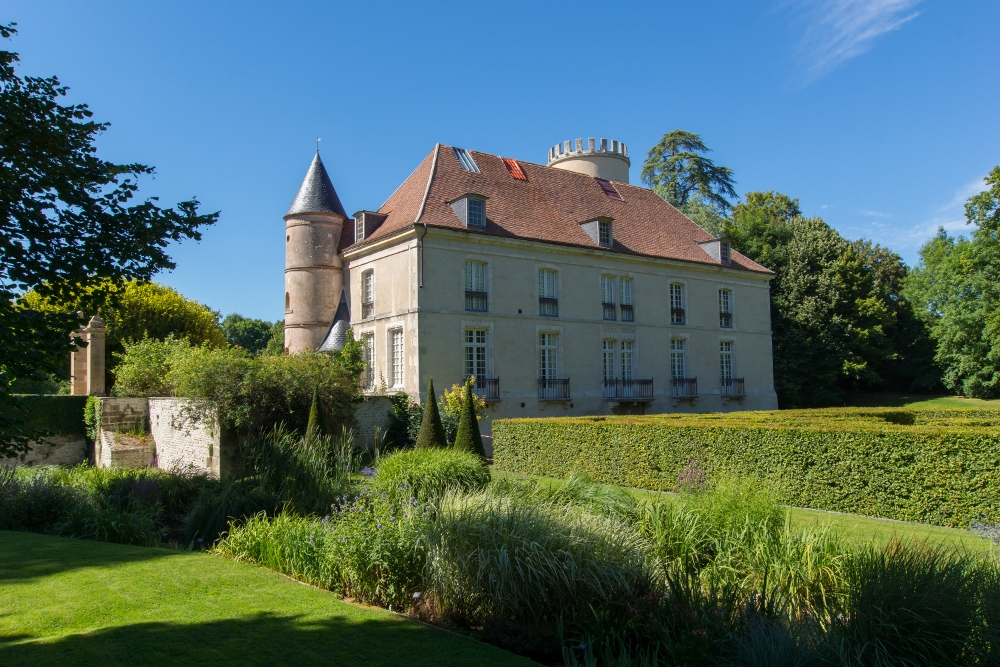
Château de Pesselières

- Château de Pesselières: Burganlage im Süden der Gemeinde aus dem 14. Jahrhundert. Nach der Französischen Revolution wurde die Zugbrücke durch eine Steinbrücke ersetzt; die Wassergräben sind heute Wiesen. Der Südostflügel und die Gärten präsentieren sich seit dem Wiederaufbau 1881 in neugotischem Stil. Die Anlage ist als Monument historique geschützt.[3]
- Kirche Sainte-Madeleine
- Kapelle Notre-Dame-de-Pitié im Ortsteil Chanteraine
- Lavoir an der Benelle-Quelle im Dorfkern von Jalognes

## Wirtschaft und Infrastruktur
In der Gemeinde Jalonges sind ein Winzerbetrieb und 17 Landwirtschaftsbetriebe ansässig; Hauptanbauprodukt ist Getreide, daneben gibt es einen Gemüseproduzenten und drei Viehzüchter (Schafe, Ziegen und Geflügel).
Die Gemeinde Jalonges liegt abseits der überregional wichtigen Verkehrswege. Schmale Straßen verbinden Jalonges mit den umliegenden Gemeinden. Elf Kilometer südlich von Jalonges verläuft die Route nationale 151 von Bourges nach Clamecy. Die 37 Kilometer entfernte Départements-Hauptstadt Bourges an der Autoroute A71 ist ein Straßen- und Eisenbahnknotenpunkt.

## Belege
1. ↑  Jalögnes auf cassini.ehess
2. ↑  Jalognes auf INSEE
3. ↑  Eintrag in der Base Mérimée des Kulturministeriums. Abgerufen am 19. Januar 2015 (französisch).
4. ↑  Landwirtschaftsbetriebe auf annuaire-mairie.fr (französisch)